# Proch Prochian
Proch Pertchevitch Prochian (en russe : Прош Перчевич Прошьян, né le 1883 à Achtarak et mort le 6 décembre 1918, est un militant russe bolchévique, membre du Parti socialiste-révolutionnaire de gauche,, membre du premier Conseil des Commissaires du Peuple créé en octobre novembre 1917.

## Biographie
Il est né en 1883 à Achtarak en Arménie. Il étudie à Odessa. En 1913 il est arrêté et envoyé en Sibérie. Il retrouve les Bolcheviks en 1917.
Après la Révolution de 1917 il est membre du conseil national de la République socialiste fédérative soviétique de Russie au Conseil des ministres de l'URSS. Il devient le premier commissaire du peuple à la Poste et au Télégraphe en novembre 1917.
En mars 1918, avec d'autres représentants de la gauche, dont Isaac Steinberg, il quitte la coalition pour protester contre le Traité de Brest-Litovsk.
Il meurt du typhus le 6 décembre 1918 à Moscou. Il est inhumé au cimetière Vagankovo.